# Tachypeza dolorosa
Tachypeza dolorosa är en tvåvingeart som beskrevs av Axel Leonard Melander 1927. Tachypeza dolorosa ingår i släktet Tachypeza och familjen puckeldansflugor.
Artens utbredningsområde är New Mexico. Inga underarter finns listade i Catalogue of Life.